# Лиске (Мальшвиц)

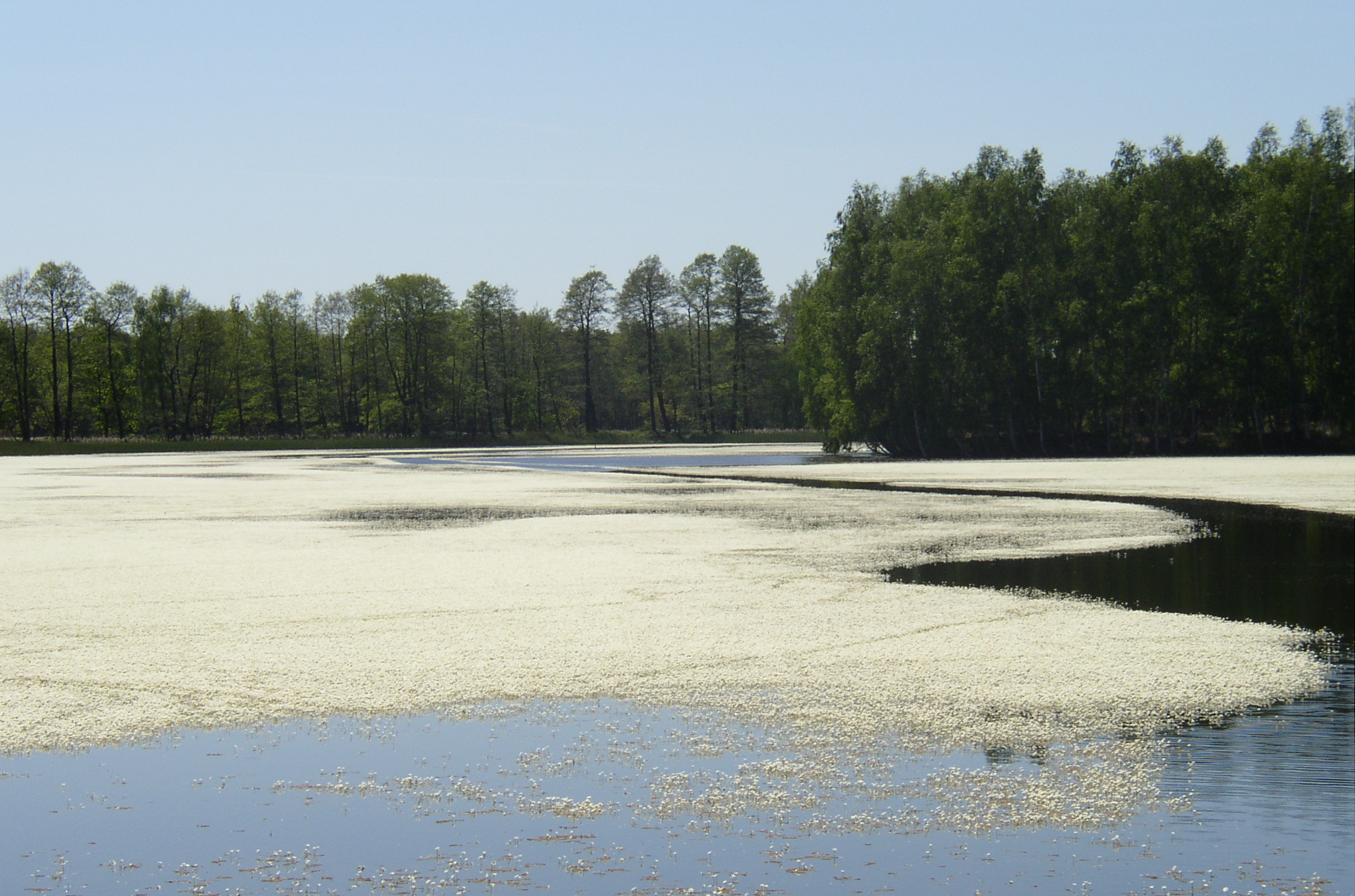
Коморовские пруды

Ли́ске или Ле́скей (нем. Lieske; в.-луж. Lěskejо файле) — деревня в Верхней Лужице, Германия. Входит в состав коммуны Мальшвиц района Баутцен в земле Саксония. Подчиняется административному округу Дрезден.

## География
Находится на территории биосферного заповедника Пустоши и озёра Верхней Лужицы в южной части района Лужицких озёр на левом берегу Шпрее примерно в 18 километрах севернее Баутцена. На западе деревни находятся многочисленные рыбоводческие Коморовские пруды общей площадью около 350 га. Через деревню проходит автомобильная дорога B 156.
Соседние населённые пункты: на востоке — деревня Вотпочинк, на юго-востоке — деревня Нова-Вес, на юге — деревня Коморов коммуны Гросдубрау и на северо-западе — деревня Манёв коммуны Боксберг.

## История
Впервые упоминается в 1360 году под наименованиями Lesyk, Lesk(e).
С 1957 по 1994 года входила в коммуну Нойдорф, с 1994 по 2013 года — в коммуну Гуттау. С 2013 года входит в состав современной коммуны Мальшвиц.
В настоящее время деревня входит в состав культурно-территориальной автономии «Лужицкая поселенческая область», на территории которой действуют законодательные акты земель Саксонии и Бранденбурга, содействующие сохранению лужицких языков и культуры лужичан.
Исторические немецкие наименования
- Lesyk, Lesk(e), 1360
- Lysk, Lesk, Lyssig, 1400
- Leßk, 1519
- Leißka, 1658
- Liscke, 1777
- Ließke, 1791

## Население
Официальным языком в населённом пункте, помимо немецкого, является также верхнелужицкий язык.
Согласно статистическому сочинению «Dodawki k statisticy a etnografiji łužickich Serbow» Арношта Муки в 1884 году в деревне проживало 77 человек (из них — 66 серболужичан (86 %)).
Лужицкий демограф Арношт Черник в своём сочинении «Die Entwicklung der sorbischen Bevölkerung» указывает, что в 1956 году при общей численности в 65 человек серболужицкое население деревни составляло 60 % (из них верхнелужицким языком владело 30 взрослых и 9 несовершеннолетних).
| 1825 | 1871 | 1885 | 1905 | 1925 | 1939 | 1946 | 1950 | 2011 |
| ---- | ---- | ---- | ---- | ---- | ---- | ---- | ---- | ---- |
| 54   | 92   | 83   | 97   | 92   | 88   | 69   | 315  | 45   |